# Johanna Reich

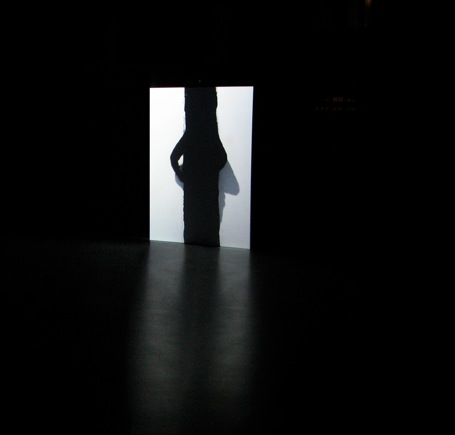
Installationsansicht Linie von Johanna Reich (Foto 2012)

Johanna Reich (* 1977 in Minden) ist eine deutsche Künstlerin.

## Leben

### Vita
Johanna Reich studierte an der Kunstakademie Münster bei Guillaume Bijl, Andreas Köpnick und Peter Schumbrutzki, an der Hochschule für bildende Künste Hamburg bei Gerd Roscher und Wim Wenders, an der Kunsthochschule für Medien Köln sowie an der Facultat de Belles Arts in Barcelona. Sie ist Meisterschülerin von Andreas Köpnick und Mitglied der Künstlergruppe treibeis.
Von 2020 bis 2022 hatte Johanna Reich eine Vertretungsprofessur an der Akademie der Bildenden Künste München inne.
Sie lebt und arbeitet in Köln.

### Arbeiten
Johanna Reich verbindet in ihren Arbeiten zeitgenössische Techniken wie Fotografie, Video, Performance oder holographische Projektionen mit tradierten Medien wie Malerei oder Skulptur. Ein zentrales Element ihrer Arbeiten ist ihr performatives Agieren vor der Kamera. In frühen Arbeiten wendet Johanna Reich die Strategie der Performance in ursprünglicherem Sinn an, indem ihr Körper eindeutiges Subjekt der Kamera ist. Ihre performative Videoarbeiten zeichnet eine stark malerische und medienreflexive Komponente aus. In Auseinandersetzung mit kunst- und filmhistorischen Vorbildern loten sie das Verhältnis von statischem und bewegtem Bild aus und untersuchen die Möglichkeit, Wirklichkeit im apparativ aufgezeichneten und transportierten Bild zu konstruieren.
Ein wiederkehrendes Motiv in Johanna Reichs Arbeiten ist das Verschwinden aus der medial bestimmten Welt, das Sich-Entziehen der Künstlerin selbst, das sie mehrfach und teilweise mit Verweis auf kunsthistorische Vorbilder der Moderne wie Lucio Fontana oder Kasimir Malewitsch ins Bild rückt. Sie wurde u. a. mit dem japanischen Excellence Prize for Media Arts, dem Förderpreis des Landes Nordrhein-Westfalen für junge Künstlerinnen und Künstler, dem Konrad-von-Soest-Preis und dem Nam June Paik Award ausgezeichnet. Ihre Arbeiten sind in zahlreichen Ausstellungen und Sammlungen vertreten, u. a. in der Sammlung Goetz, im Museum für Konkrete Kunst in Ingolstadt und der Jerry Speyer Collection.

## Preise und Stipendien
- 2005: Auslandsstipendium an der Facultat de Belles Arts, Barcelona
- 2005: Förderpreis der Kunstakademie Münster
- 2006: Artist in Residence, Pépinière pour jeunes artistes, Luxemburg
- 2006: Nam June Paik Award Förderpreis, Köln
- 2006: Excellence Prize, Japan Media Arts Festival
- 2007: Premi d’art digital, Igualada, Spanien
- 2007: DAAD-Stipendium Barcelona
- 2009: Förderpreis des Landes NRW
- 2010: GWK Kunstpreis[1]
- 2011: Konrad-von-Soest-Preis
- 2012: Stipendium des Frauenkulturbüros des Landes NRW Präsenz vor Ort
- 2016: Publikumspreis im Rahmen des Discovery Awards, Loop Festival Barcelona
- 2017: Frauenkulturpreis des LVR[2]

## Ausstellungen (Auswahl)
- 2005: Metropolis Kino Hamburg, Deutschland
- 2005: Prima Kunst Container an der Stadtgalerie Kiel, Deutschland
- 2005: Künstlerhaus Dortmund, Deutschland
- 2005: Dolmabahce-Serail Museum, Istanbul, Türkei
- 2005: Galerie der HfBK Hamburg, Deutschland
- 2005: PACT Zollverein, Essen, Deutschland
- 2006: Kunstverein Drensteinfurt, Deutschland
- 2006: Casa Asia, Barcelona, Spanien
- 2007: Kunstfilmbiennale Köln, Deutschland
- 2007: 10th international Istanbul Biennial, Istanbul, Türkei
- 2007: Metropolitan Museum of Photography, Tokio, Japan
- 2007: SIGGRAPH Gallery, San Diego, USA
- 2007: Fuhrwerkswaage Köln, Deutschland
- 2008: Urban Screens Melbourne, Australien
- 2008: Dislocate, ZAIM, Yokohama, Japan
- 2008: Ausstellung zum Marler Videokunst-Preis, Skulpturenmuseum Glaskasten, Marl, Deutschland
- 2008: Nam June Paik Award Ausstellung, Wallraf-Richartz Museum, Köln, Deutschland
- 2009: Performance//frame, Galerie Beckers, Frankfurt, Deutschland
- 2009: Along the rhine, KIT, Düsseldorf, Deutschland
- 2009: European Media Art Festival, Osnabrück, Deutschland
- 2009: Hafnarhús, Reykjavík Art Museum, Reykjavík, Island
- 2009: Temps d‘images, Tanzhaus NRW, Düsseldorf, Deutschland
- 2010: Moscow International Biennale for Young Art, Moskau
- 2010: A Fleeting Glimpse, F.A.K. Münster, Deutschland
- 2010: Videolounge, Steinle Contemporary, München, Deutschland
- 2010: Freshpaint, Tel Aviv, Israel
- 2011: Szenenwechsel, Museum für Konkrete Kunst Ingolstadt, Deutschland
- 2011: Videonale.13, Kunstmuseum Bonn, Deutschland
- 2011: ¡Patria o Libertad!, Museum of Contemporary Canadian Art, Toronto, Canada
- 2011: Treated as if unable to be seen, Landesmuseum Münster, Deutschland
- 2012: 100 Meisterwerke, Inszenierte Malerei im Raum von Botticelli bis Rothko, Kunsthalle Wilhelmshaven, Deutschland
- 2012: Die Eroberung der Wand, Nazarenerfresken im Blick der Gegenwart, Arp Museum Bahnhof Rolandseck, Remagen, Deutschland
- 2012: Public Abstraction Private Construction, Kunstverein Arnsberg, Deutschland
- 2012: Young Artists Project 2012, EXCO Daegu, Südkorea
- 2012: A State of Crystal, Gallery of the Mori Art Tower, Tokyo, Japan
- 2013: Gestohlene Gesten, Kunsthaus Nürnberg, Deutschland
- 2013: WYSIWYG, Kunstverein Bochum, Deutschland
- 2013: Behind The Screen, Galerie Anita Beckers, Frankfurt am Main, Deutschland
- 2013: Per Speculum Me Video, Frankfurter Kunstverein, Deutschland
- 2014: Transition, Galerie Anita Beckers in der Ausstellungshalle Frankfurt, Deutschland
- 2014: 30 Jahre – 30 Stimmen, Retrospektive der Videonale, Kunstverein Bonn, Deutschland
- 2014: ARTE Video Night, Palais de Tokyo, Paris
- 2014: Cairo Video Festival, Ägypten
- 2015: Ich bleibe, VKunst Frankfurt, Deutschland
- 2015: Independence Square, Public Screening, Tel Aviv, Israel
- 2015: Das Publikum als Souverän, Kunsthalle Wilhelmshaven, Deutschland
- 2015: 11ths Athens Digital Art Festival, Griechenland
- 2015: B3 Biennale des bewegten Bildes, Filmmuseum Frankfurt a. Main
- 2015: Moving Images, Marburger Kunstverein
- 2015: Skulptur 2015, Skulpturenmuseum Glaskasten Marl
- 2016: Streetlight, Roman Susan Art Foundation, Chicago, USA
- 2016: Monitoring, Fridericianum Kassel, Dokfest Kassel
- 2016: Reset II, Galerie Priska Pasquer, Köln
- 2016: ¡Patria o Libertad!, Galeria Principal, Matucana 100, Santiago de Chile
- 2016: Who are your #femaleheroes?, Galerie Priska Pasquer, Köln
- 2016: Discovery Award Exhibition, Fabrica Estrella Damm @Loopfestival Barcelona, Spanien
- 2016: Ornament And Obsession, Kai10 @ Goethe Institut Paris, Frankreich
- 2016: Think Tank lab Triennale, Arttrakt Gallery, Breslau, Polen
- 2016: Till it’s gone, Ikono TV, Istanbul Modern, Türkei
- 2016: Traverse Video, Cinémathèque de Toulouse, Frankreich
- 2016: Statement 3: New Sculpture from Germany, Goethe Gallery Hong Kong, China
- 2017: Unerwartete Begegnungen, LWL Museum für Kunst- und Kulturgeschichte Münster, Münster
- 2017: Politial Poetical, Petra Lossen Fine Art Zürich, Zürich, Schweiz
- 2017: Festival International de Videoarte Buenos Aires, Auditorio Jorge Luis Borges, Buenos Aires, Argentinien
- 2017: The Hot Wire: Eine Kooperation von Skulptur Projekte Münster und Skulpturenmuseum Glaskasten Marl, Marl
- 2017: B3 Biennale des bewegten Bildes, Frankfurt a. M.
- 2017: #Postfuture Journey, Athens International Airport, Athens, Greece
- 2017: Colours, Gislaved Konsthall, Schweden
- 2017: Capri by Night, Schauspiel Köln
- 2017: Loop Award, EIKON Schaufenster, Q21 im MuseumsQuartier Wien, Österreich
- 2017: Ornament and Obsession, Goethe Institut Paris, Frankreich
- 2018: Die gestohlene Welt, Max Ernst Museum Brühl des LVR, Brühl
- 2018: Simulacrum, Galerie Priska Pasquer, Köln
- 2018: The Long Now, Museum Goch
- 2018: Inner Nature, Äkkigalleria, Jyväskylä, Finnland
- 2019: OWL 5 Spurensuche (Gruppenausstellung), Marta Herford
- 2020: All the world's a frame, Kunstverein Morsbroich[3]
- 2022: Girl meets girl, Vestfossen Kunstlaboratorium, Norwegen
- 2023: GLITCH. The Art of Interference, Pinakothek der Moderne, München